# Arqueología industrial

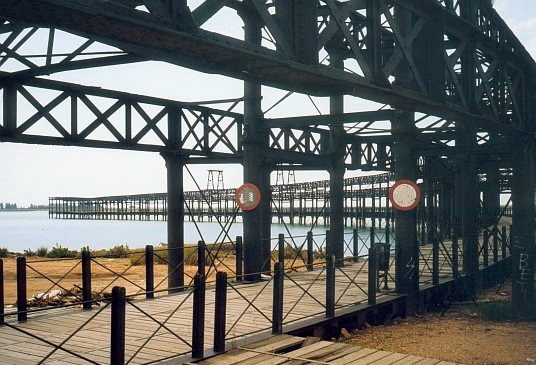
Muelle de mineral de la compañía Riotinto (Huelva).

La arqueología industrial es una de las ramas más recientes de la arqueología, la cual se dedica al estudio de los sitios, métodos y maquinaria utilizada en el proceso industrial, especialmente durante y tras la Revolución industrial, así como las formas de comportamiento social y hábitat derivadas de dicho proceso. 
El término arqueología industrial surge en 1955 a raíz de un artículo publicado por Michael Rix de la Universidad de Birmingham en Inglaterra y va parejo al concepto de patrimonio industrial.
Entre otras, la institución más importante es The International Committee for the Conservation of the Industrial Heritage (TICCIH) o, en España, INCUNA.

### Andalucía
- Foro Arquitectura Industrial de Andalucía

### Asturias
- Asociación INCUNA
- Revista MONSACRO de Arqueología Industrial

### Castilla y León
- Asociación Llampara Patrimonio Industrial de Castilla y León Archivado el 15 de mayo de 2009 en Wayback Machine.

### Madrid
- Arqueología industrial en Madrid

### País Vasco
- Arqueología Industrial en el País Vasco Archivado el 3 de febrero de 2007 en Wayback Machine.

- Datos: Q259209
- Multimedia: Industrial archaeology / Q259209